# USS Shangri-La
USS Shangri-La (CV/CVA /CVS-38) a fost un portavion din clasa Essex al Marinei Statelor Unite ale Americii.
Dat în folosință în 1944, USS Shangri-La a participat la mai multe campanii pe Teatrul de Operațiuni din Pacific în timpul celui de-al Doilea Război Mondial, obținând două stele de luptă pentru serviciul său. La fel ca multe alte portavioane, el a fost scos din serviciul activ la scurt timp după sfârșitul războiului, dar a fost modernizat și reintrodus în serviciul activ la începutul anilor 1950 și reproiectat ca portavion de atac (CVA). A desfășurat misiuni atât în Pacific, cât și în Atlantic / Mediterana timp de câțiva ani, iar la sfârșitul acestor misiuni a fost transformat în portavion antisubmarin (CVS). A câștigat trei stele de luptă pentru serviciul său în Războiul din Vietnam.
El a fost șters din registrul naval al Marinei SUA la 30 iulie 1971 și dezmembrat și vândut ca fier vechi în 1988.

## Nume
Numirea acestei nave a reprezentat o schimbare radicală în practica generală a vremii, care consta în numirea portavioanelor în memoria bătăliilor sau navelor anterioare ale Marinei SUA. După raidul Doolittle, lansat de pe portavionul Hornet, președintele Roosevelt a răspuns unui reporter că atacul a fost lansat din «Shangri-La», un tărâm fictiv din romanul Orizont pierdut al lui James Hilton. La 15 ianuarie 1943 a început construcția navei USS Shangri-La, în memoria acțiunilor militare desfășurate de portavionul Hornet, care a fost scufundat în urma bombardamentelor aeriene și navale din Bătălia de la Insulele Santa Cruz.

## Construcție
Shangri-La a fost unul dintre portavioanele din clasa Essex cu „coca lungă”, numită și clasa Ticonderoga. Chila lui a fost montată pe șantierul naval Norfolk din Portsmouth, Virginia, la 15 ianuarie 1943, iar nava a fost lansată la apă la 24 februarie 1944, fiind „botezată” de Josephine Doolittle (soția lui Jimmy Doolittle). A fost trimisă în cursă pe 15 septembrie 1944, avându-l la comandă pe căpitanul James D. Barner.
Costurile de construcție au fost estimate între 68 și 76 de milioane de dolari, iar această sumă a fost adunată prin emisiunea de timbre și obligațiuni de război.

## Legături externe
- USS Shangri-La Reunion Association homepage
- Naval History and Heritage Command